# Standing Egg
Standing Egg（韓語：스탠딩 에그），為2010年出道的韓國的獨立樂團，由Egg 1、Egg 2、Egg 3組成。2016年夏，單曲《여름밤에 우린（仲夏夜的我們）》橫掃韓國各大音源榜單，逐漸打響大眾知名度。

## 現場表演成員
- Clover (클로버)

團內擔當: 主唱、吉他
真實姓名: Ryu Seok Won (류석원)
- Lee Han Kyul (이한결)

團內擔當: 貝斯
- Song Hana (송하나)

團內擔當: 非洲鼓
- Lee Yeni (이예니)

團內擔當: 鍵盤
- Windy

團內擔當: 主唱
- Lee Yeseul (이예슬)

團內擔當: 主唱

## 音樂作品

### 正規專輯
| 專輯 # | 專輯資料                                                                      | 曲目 |
| 1st    | 《WITH》 - 發行日期：2010年11月25日 - 發行公司：Mirrorball Music - 語言：韓語 | 曲目 1. 사랑한다는 말（我愛你這句話） 2. Lalala 3. Man Theme 4. Hide & Seek (Duet with 고현욱) 5. 사랑에 빠져본 적 있나요 （有愛過嗎） 6. Kiss 7. Woman Theme 8. 내일은 잊을거야 with J.ae（明天就忘記了） 9. 가슴 아픈 말 with 고현욱 - 타이틀곡（心痛的話） 10. 넌 이별 난 아직 with 한소현 (3rd Coast) - 타이틀곡（你離去我仍在） 11. Winter Theme 12. First Christmas 13. 가슴 아픈 말 with Clover (gray ver.) |
| 2nd    | 《LIKE》 - 發行日期：2012年4月10日 - 發行公司：CJ E&M - 語言：韓語            | 曲目 1. 들어줄래（聽我說） 2. Run Away 3. Aloha 4. 햇살이 아파 With 한소현 Of 3rd Coast（刺眼的陽光） 5. Stay Away Duet With 예슬 6. My First Fan 7. 둘이 아닌가봐 Duet With Christina Love Lee（不是兩個人） 8. 그래도 좋아（那樣也好） 9. Mother 10. 모래시계（沙漏） |
| 3rd    | 《SHINE》 - 發行日期：2013年10月4日 - 發行公司：索尼音樂 - 語言：韓語         | 曲目 1. Runner's High 2. In My Dream 3. 나 오늘따라（我今天格外） 4. Once Again With 한소현(3rd Coast) 5. 있잖아 궁금해 With 예슬（好奇） 6. Keep Going 7. 먼지를 털어내고 With Windy（拍掉灰塵） 8. Never Forget You 9. 너라는 축제（名為你的慶典） 10. 오래된 노래（老歌） 11. 눈부시다（耀眼） |
| 4th    | 《US》 - 發行日期：2014年12月5日 - 發行公司：Bugs - 語言：韓語                | 曲目 1. 너를（你） 2. Propose Day 3. 아마도 내일은（也許明天） 4. Kiss Me 5. 웃는 것밖에 (with 예슬)（除了笑） 6. Somebody Else 7. She is Back 8. 첫눈이 오면（初雪降臨） 9. 맘에 걸려（在我心裡） 10. 안아 줄게（擁抱你） |
| 5th    | 《DRAMATIC》 - 發行日期：2017年12月1日 - 發行公司： - 語言：韓語              | 曲目 1. 네 생각 나더라（想起你） 2. 별의 조각（星之碎片） 3. Love or Like(With 輝人 of MAMAMOO, JISIM) 4. 여름밤에 우린（仲夏夜的我們） 5. 뚝뚝뚝(With 예슬)（滴滴滴） 6. 너라면 괜찮아（如果是你就沒關係） 7. 오늘 밤은(With JISIM)（今晚） 8. 바보야(With 李海麗 of Davichi)（傻瓜啊） 9. 사랑의 계절(With 예슬)（愛情的季節） 10. 널 사랑했을까（曾愛過你嗎）                                                   |

### 迷你專輯
| 專輯 # | 專輯資料                                                                           | 曲目 |
| 1st    | 《Standing Egg》 - 發行日期：2010年4月21日 - 發行公司：索尼音樂 - 語言：韓語       | 曲目 1. 사랑한다는 말 (我愛你這句話) 2. La La La 3. Kiss |
| 2nd    | 《Lucky》 - 發行日期：2011年7月7日 - 發行公司：Bugs - 語言：韓語                   | 曲目 1. 쥴리엣 (朱麗葉) 2. 휴식 (休息) 3. I'm Not Yours 4. Just The Way You Are 5. Little Star 6. 휴식 (休息) (Instrumental) 7. Just The Way You Are (Instrumental) 8. Little Star (Instrumental)                                                                                   |
| 3rd    | 《Ballad with Windy》 - 發行日期：2012年12月21日 - 發行公司：索尼音樂 - 語言：韓語 | 曲目 1. 편한 사이 (舒服的關係) 2. 사랑한대 (說愛你) 3. 그 자리에 있어 (在那個地方) 4. 매일 그대를 (每天都在想你) 5. A Perfect Day 6. 앓이 (痛) 7. 그 자리에 있어(Instrumental) 8. 매일 그대를(Instrumental)                                                                         |
| 4th    | 《Ambler》 - 發行日期：2013年4月16日 - 發行公司：索尼音樂 - 語言：韓語             | 曲目 1. Miss Flower 2. 시간이 달라서 (時間不一樣) 3. Lemon Pie 4. 항상 난 그래 (我一直那樣) 5. 너는 알고 있을까(你知道嗎) 6. Miss Flower (Instrumental) 7. 시간이 달라서(Instrumental) 8. Lemon Pie (Instrumental) 9. 항상 난 그래(Instrumental) 10. 너는 알고 있을까(Instrumental) |
| 5th    | 《36.5》 - 發行日期：2014年5月8日 - 發行公司：Bugs - 語言：韓語                    | 曲目 1. Blue Sky 2. 그래, 너 (是的，你) 3. 고백 (告白) 4. 빛이 속삭여 (光的私語) 5. Dreamer 6. Blue Sky(Instrumental) 7. 그래, 너(Instrumental) 8. 고백(Instrumental) 9. 빛이 속삭여(Instrumental) 10. Dreamer                                                                      |
| 6th    | 《Young》 - 發行日期：2015年5月22日 - 發行公司：Bugs - 語言：韓語                  | 曲目 1. 예뻐서 그래 (因為漂亮) 2. Crazy 3. Reason 4. 뭘까(什麼) 5. Starry Night 6. 예뻐서 그래(Instrumental) 7. Crazy (Instrumental) 8. Reason (Instrumental) 9. 뭘까(Instrumental) 10. Starry Night(Instrumental)                                                                  |
| 7th    | 《inner》 - 發行日期：2015年12月4日 - 發行公司：Bugs - 語言：韓語                  | 曲目 1. Yell 2. Nobody Knows 3. Miss You 4. Sorry 5. Sleepless 6. Yell(Instrumental) 7. Nobody Knows(Instrumental) 8. Miss You(Instrumental) 9. Sorry(Instrumental) 10. Sleepless(Instrumental)                                                                                     |
| 8th    | 《VOICE》 - 發行日期：2016年11月11日 - 發行公司：Loen Entertainment - 語言：韓語   | 曲目 1. So high（Feat.Jisim） 2. VOICE 3. 두 번째 사람 (第二個人)（Feat.San E） 4. Sad Name 5. Nothing but Sunlight 6. So high(Instrumental) 7. VOICE(Instrumental) 8. 두 번째 사람(Instrumental) 9. Sad Name(Instrumental) 10. Nothing but Sunlight(Instrumental)                  |

### 演奏曲專輯
| 專輯 # | 專輯資料                                                   | 曲目 |
| 1st    | 《Moment》 - 發行日期：2013年12月13日 - 發行公司：索尼音樂 | 曲目 1. 편한사이 2. 사랑한다는 말 3. Little Star 4. 넌 이별 난 아직 5. 휴식 6. First Christmas 7. 가슴 아픈 말 8. 매일 그대를 9. 앓이 10. 오래된 노래 11. 모래시계 12. 햇살이 아파 |

### 单曲
| 年份   | 曲名                                                           | 收錄專輯                         |
| 2013年 | 넌 이별 난 아직 (你離去我仍在)（Feat.朴信惠、華莎 of MAMAMOO） | -                                |
| 2014年 | 내게기대 (依靠著我)（Feat.朴世榮）                             | The Artist Diary Project Part.8  |
| 2014年 | 햇살이 아파 (刺眼的陽光)（Feat.輝人 of MAMAMOO）               | The Artist Diary Project Part.10 |
| 2016年 | 무지개（彩虹）（Feat.윤닭 of 오브로젝트）                      | The Artist Diary Project Part.12 |
| 2017年 | Those were the days（Feat.오브로젝트）                         | Those were the days              |
| 2017年 | First Love                                                     | First Love                       |
| 2018年 | 小確幸                                                         | 小確幸                           |
| 2018年 | 오, 잠깐（噢，等等）                                           | 오, 잠깐                         |
| 2018年 | 사랑은（愛情是）                                               | 사랑은                           |

### OST
| 年份   | 曲名                                     | 收錄專輯                                    |
| 2016年 | 데리러 갈게 (我會帶你走)                 | MBC水木劇《舉重妖精金福珠》OST Part. 5      |
| 2017年 | 어떨까（會怎麼樣）                       | JTBC金土劇《大力女子都奉順》OST Part. 3     |
| 2017年 | 마음의 지도（心的地圖）                  | JTBC金土劇《Man to Man》OST Part.7          |
| 2017年 | 보통의 날（普通的日子）                  | MBC月火劇《20世紀少男少女》OST Part.1       |
| 2017年 | 넌 내 안에（你在我心裡）                 | KBS1週日劇《Andante》OST Part.3             |
| 2018年 | 항상 너의 곁에 내가 있을게（總在你身邊） | KBS2水木劇《就算死也喜歡》OST Part.2        |
| 2020年 | 99                                       | Naver webtoon 《乖乖女的戀愛指南》          |
| 2020年 | 더는 서툴지 않게（讓我不再生疏）         | KBS2月火劇《他就是那傢伙》OST Part.4        |
| 2022年 | 너만 예뻐（只有你漂亮）                  | Disney+《Soundtrack #1》OST Part.7          |
| 2022年 | 반짝이는 그대여（She）                   | tvN月火劇《朝鮮精神科醫師劉世豐》OST Part.3 |

## 出版書籍
| 出版日期       | 書名                                                                             | 作者  | 出版社     | ISBN               | 備註                   |
| 2016年11月23日 | 《VOICE》                                                                        | Egg 2 | 한겨레출판 | ISBN 9791160400205 | Standing Egg圖文随筆   |
| 2017年11月27日 | 《그날의 온도 그날의 빛 그날의 분위기》 （《那天的溫度，那天的光，那天的氛圍》） | Egg 2 | 한겨레출판 | ISBN 9791160401127 | Standing Egg旅行散文集 |

## 演唱會

### 2013年
- Standing Egg Ambler Tour

| 日期          | 演唱會場次 | 舉行地點                          |
| 2013年6月29日 | 首爾場     | 弘益大學大學路藝術中心 大劇場     |
| 2013年7月5日  | 大田場     | 忠南大學 白馬Hall                 |
| 2013年7月19日 | 大邱場     | 嶺南大學天馬藝術中心 Chamber Hall |
| 2013年7月20日 | 釜山場     | 海雲台文化會館 海雲Hall           |
| 2013年7月26日 | 光州場     | 518紀念文化中心 MinJu Hall        |

- Standing Egg SHINE Tour

| 日期           | 演唱會場次 | 舉行地點                        |
| 2013年12月1日  | 釜山場     | 釜山市民會館大劇場              |
| 2013年12月14日 | 首爾場     | 麻浦藝術中心                    |
| 2013年12月15日 | 首爾場     | 麻浦藝術中心                    |
| 2013年12月20日 | 大田場     | 忠南大學 白馬Hall               |
| 2013年12月28日 | 大邱場     | 嶺南大學天馬藝術中心 Grand Hall |

### 2014年
- Standing Egg 36.5 Tour

| 日期          | 演唱會場次 | 舉行地點           |
| 2014年7月4日  | 首爾場     | 建國大學新千年館   |
| 2014年7月5日  | 首爾場     | 建國大學新千年館   |
| 2014年7月12日 | 大邱場     | 壽城藝術中心       |
| 2014年7月26日 | 釜山場     | Centum City        |
| 2014年7月27日 | 昌源場     | 3.15藝術中心       |
| 2014年8月2日  | 大田場     | 忠南大學 白馬Hall  |
| 2014年8月17日 | 全州場     | 韓國聲音文化殿堂   |
| 2014年8月23日 | 水原場     | 水原第一野外音樂堂 |

- Standing Egg US Tour

| 日期           | 演唱會場次 | 舉行地點                   |
| 2014年12月6日  | 昌源場     | 3.15藝術中心               |
| 2014年12月7日  | 大田場     | 忠南大學 白馬Hall          |
| 2014年12月13日 | 光州場     | 518紀念文化中心 MinJu Hall |
| 2014年12月14日 | 全州場     | 全北大學三星文化會館       |
| 2014年12月24日 | 首爾場     | 祥明大學藝術中心           |
| 2014年12月25日 | 首爾場     | 祥明大學藝術中心           |
| 2014年12月27日 | 大邱場     | 壽城藝術中心               |
| 2014年12月28日 | 釜山場     | 海雲台文化會館             |

### 2015年
- Standing Egg young Tour

| 日期          | 演唱會場次 | 舉行地點                   |
| 2015年6月14日 | 大邱場     | 壽城藝術中心               |
| 2015年6月21日 | 大田場     | 忠南大學 白馬Hall          |
| 2015年6月27日 | 釜山場     | 電影殿堂 天空演奏劇場      |
| 2015年6月28日 | 昌源場     | 3.15藝術中心               |
| 2015年7月4日  | 光州場     | 518紀念文化中心 MinJu Hall |
| 2015年7月11日 | 首爾場     | 韓電藝術中心               |
| 2015年7月12日 | 首爾場     | 韓電藝術中心               |

- Standing Egg LOVING FOREST GARDEN

| 日期           | 演唱會場次 | 舉行地點     |
| 2015年10月17日 | 首爾場     | 奧林匹克公園 |

- Standing Egg inner Tour

| 日期           | 演唱會場次 | 舉行地點                          |
| 2015年12月4日  | 大田場     | 忠南大學 白馬Hall                 |
| 2015年12月12日 | 光州場     | 518紀念文化中心 MinJu Hall        |
| 2015年12月19日 | 首爾場     | 祥明大學藝術中心                  |
| 2015年12月20日 | 首爾場     | 祥明大學藝術中心                  |
| 2015年12月25日 | 大邱場     | 嶺南大學天馬藝術中心 Chamber Hall |
| 2015年12月31日 | 釜山場     | 電影殿堂 天空演奏劇場             |

### 2016年
- Standing Egg LOVE SONG 2016

| 日期          | 演唱會場次 | 舉行地點     |
| 2016年2月13日 | 首爾場     | 環球藝術中心 |
| 2016年2月14日 | 首爾場     | 環球藝術中心 |

- Standing Egg Rainbow Tour

| 日期          | 演唱會場次 | 舉行地點                   |
| 2016年6月18日 | 光州場     | 518紀念文化中心 MinJu Hall |
| 2016年6月25日 | 釜山場     | 電影殿堂 天空演奏劇場      |
| 2016年6月26日 | 昌源場     | 3.15藝術中心               |
| 2016年7月1日  | 濟州場     |                            |
| 2016年7月2日  | 大田場     | 忠南大學 白馬Hall          |
| 2016年7月9日  | 首爾場     | 韓電藝術中心               |
| 2016年7月10日 | 首爾場     | 韓電藝術中心               |
| 2016年7月16日 | 大邱場     | 壽城藝術中心               |

- Standing Egg LIVE in Hong Kong

| 日期          | 演唱會場次 | 舉行地點           |
| 2016年12月4日 | 香港       | Music Zone @ E-Max |

- Standing Egg VOICE Tour

| 日期           | 演唱會場次 | 舉行地點                          |
| 2016年12月9日  | 大田場     | 忠南大學 白馬Hall                 |
| 2016年12月17日 | 大邱場     | 嶺南大學天馬藝術中心 Chamber Hall |
| 2016年12月24日 | 首爾場     | 祥明大學藝術中心                  |
| 2016年12月25日 | 首爾場     | 祥明大學藝術中心                  |
| 2016年12月30日 | 光州場     | 光州市民文化會館                  |
| 2016年12月31日 | 釜山場     | MBC藝術中心                       |

### 2017年
- Standing Egg LOVE SONG 2017

| 日期          | 演唱會場次 | 舉行地點     |
| 2017年3月10日 | 首爾場     | 韓電藝術中心 |
| 2017年3月11日 | 首爾場     | 韓電藝術中心 |
| 2017年3月12日 | 首爾場     | 韓電藝術中心 |

- Standing Egg 1st LIVE in Taiwan 2017

| 日期         | 演唱會場次 | 舉行地點                      |
| 2017年9月8日 | 台灣場     | 台灣 台北 Legacy 音樂展演空間 |

- Standing Egg LIVE in HONG KONG 2017

| 日期           | 演唱會場次 | 舉行地點                      |
| 2017年10月14日 | 香港場     | 九龍灣國際展貿中心 Music Zone |

- Standing Egg Summer Night You & I Tour

| 日期          | 演唱會場次 | 舉行地點              |
| 2017年7月1日  | 大田場     | 忠南大學 白馬Hall     |
| 2017年7月8日  | 光州場     | 光州市民文化會館      |
| 2017年7月15日 | 首爾場     | 環球藝術中心          |
| 2017年7月16日 | 首爾場     | 環球藝術中心          |
| 2017年7月22日 | 大邱場     | 壽城藝術中心          |
| 2017年7月29日 | 昌源場     | 3.15藝術中心          |
| 2017年7月30日 | 釜山場     | 電影殿堂 天空演奏劇場 |
| 2017年8月12日 | 濟州場     | 雪門大女性文化中心    |

- Standing Egg DRAMATIC Tour

| 日期           | 演唱會場次 | 舉行地點                          |
| 2017年11月25日 | 蔚山場     | 蔚山現代藝術館                    |
| 2017年12月2日  | 大田場     | 忠南大學 白馬Hall                 |
| 2017年12月3日  | 昌源場     | 3.15藝術中心                      |
| 2017年12月9日  | 光州場     | 光州市民文化會館                  |
| 2017年12月16日 | 首爾場     | 環球藝術中心                      |
| 2017年12月17日 | 首爾場     | 環球藝術中心                      |
| 2017年12月23日 | 大邱場     | 嶺南大學天馬藝術中心 Chamber Hall |
| 2017年12月24日 | 大邱場     | 嶺南大學天馬藝術中心 Chamber Hall |
| 2017年12月30日 | 釜山場     | 海雲台文化會館                    |
| 2017年12月31日 | 釜山場     | 海雲台文化會館                    |

## 獲獎及提名列表
| 年度   | 頒獎典禮                       | 獎項             | 提名項目                            | 結果 |
| 2014年 | 甜瓜音樂獎                     | 獨立音樂賞       | 내게기대（Feat.朴世榮）             | 獲獎 |
| 2015年 | 甜瓜音樂獎                     | 獨立音樂賞       | 햇살이 아파 (Feat. 輝人 of MAMAMOO) | 獲獎 |
| 2016年 | 甜瓜音樂獎                     | 獨立音樂賞       | 여름밤에 우린                       | 提名 |
| 2017年 | 金唱片獎                       | 數字音源本賞     | 여름밤에 우린                       | 提名 |
| 2017年 | INTERPARK Golden Ticket Awards | 最佳獨立音樂人賞 | Standing Egg                        | 獲獎 |
| 2017年 | 甜瓜音樂獎                     | 獨立音樂賞       | 네 생각 나더라（想起了你）          | 提名 |